# Gullbringa (kulle i Island)
Gullbringa är en kulle i republiken Island. Den ligger i regionen Suðurnes, i den sydvästra delen av landet, 25 km söder om huvudstaden Reykjavik. Toppen på Gullbringa är 310 meter över havet, eller 102 meter över den omgivande terrängen. Bredden vid basen är 0,74 km. Gullbringa ligger vid sjön Kleifarvatn.
Trakten runt Gullbringa är nära nog obefolkad, med mindre än två invånare per kvadratkilometer. Närmaste större samhälle är Hafnarfjörður, 17,6 km norr om Gullbringa. Trakten runt Gullbringa består i huvudsak av gräsmarker.